# (2040) Chalonge
(2040) Chalonge es un asteroide perteneciente al cinturón de asteroides, descubierto el 19 de abril de 1974 por el astrónomo suizo Paul Wild desde el Observatorio de Berna-Zimmerwald (Berna, Suiza).

## Designación y nombre
Designado provisionalmente como 1974 HA. Fue nombrado en homenaje al astrónomo francés Daniel Chalonge.